# Olmillos de Castro
Olmillos de Castro település Spanyolországban,  Zamora tartományban. Olmillos de Castro Perilla de Castro, Santa Eufemia del Barco, Carbajales de Alba, Losacino, Losacio, Ferreruela és Pozuelo de Tábara községekkel határos. Lakosainak száma 193 fő (2024).

## Népesség
A település népessége az utóbbi években az alábbiak szerint változott:
| Lakosok száma | 409  | 378  | 341  | 315  | 281  | 252  | 235  | 219  | 207  | 193  |
|               | 2001 | 2004 | 2007 | 2009 | 2012 | 2014 | 2017 | 2019 | 2022 | 2024 |